# Чудовищно
„Чудовищно“ (на английски: Cloverfield) е научнофантастичен игрален филм от 2008 година, продуциран от Джей Джей Ейбрамс и режисиран от Мат Рийвс. Сценарист на филма е Дрю Годард. Това е първият филм от поредицата Чудовищно, и има продължение през 2016 г. - Ул. Чудовищно 10.
Филмът разказа за шестима младежи от Ню Йорк, които организират прощално парти на свой приятел в същата нощ, в която гигантско чудовище, атакува града. Премиерата на „Чудовищно“ се състои на 17 януари 2008 г. в Нова Зеландия и Австралия, а на 18 януари е прожектиран за първи път в киносалоните в САЩ.
Разпространява се от Парамаунт Пикчърс, които провеждат вирусна кампания, за да популяризират продукцията.